# Маковище
Мако́вище — село Макарівської селищної громади Бучанського району Київської області. Розташоване за 3 км від центру громади та за 38 км від обласного центру. Найближча залізнична станція — Бородянка, за 30 км. Площа населеного пункту — 170 га.
Кількість населення — 849 осіб, дворів — 357.

## Історія
Хутір заснований близько 1714 року одним із макарівських міщан, який розпочав тут сіяти мак на низинних городах. У 1765 році в селі мешкало 6 юдеїв.
У 1836 р. Маковище купив у Карла Расцішевського майор Раменський, а в 1857 р. у його нащадків — Розеслав Рильський — дід українського поета Максима Рильського. Розеслав Рильський був людиною прогресивних поглядів, мав зв'язки з передовими людьми, які проживали у навколишніх селах, зокрема з О. О. Трубецьким. Став його зятем, оженившись на дочці Дарині Олександрівні. Його син Тадей — український культурний діяч та етнограф, підтримував тісні зв'язки з І. Я. Франком, М. В. Лисенком, В. Г. Короленком. У 1860 р. відмовився від дворянських привілеїв. У своєму будинку відкрив школу. Тадей Рильський написав статтю про село Маковище в часписі "Основа", де описав побут селян та виклав свій погляд на їх життя.
У 1876 р. Тадей Розеславович Рильський продав Маковище Олексію Лук'яновичу Сусаліну. В цей час у Маковищі нараховувалося 254 жителі, серед них були і німецькі колоністи. Селяни активно викуповували землю. Пізніше Маковище належало Михайлу Сусаліну. Винокурнею, яка була в цей час в селі, продовжував володіти купець і поміщик Таранов.  
У 1886 р. Дмитро Олександрович Каменський вирішив побудувати винокурний завод.
У січні 1918 р. в Маковищі встановилася радянська окупація. Тут часто відбувалися бої між різними силами. Зокрема в 1919 р. біля Маковища відбувся бій між червоногвардійцями та денікінськими військами.
У 1920 р. в селі створено комнезам та трудову сільськогосподарську артіль.
Негативно селяни зустріли колективізацію, але, незважаючи на їхній опір, селян почали насильно заганяти до колгоспу. Як і в усіх селах, в 1932—1933 рр. у Маковищі був Голодомор: здійснювалися подвірні обшуки з конфіскацією, крім хліба, будь-яких запасів їжі — сухарів, картоплі, сала, солінь, фруктового сушіння тощо, заготовлених селянами до нового врожаю. Конфіскація подавалася як кара за «куркульський саботаж» хлібозаготівель. Фактично ж, це була дія, свідомо спрямована на повільне фізичне винищення селянських сімей.
Після голоду накотилася хвиля репресій. Суспільство все глибше опускалося у прірву страху, відчаю, моральної деградації. Заарештованих піддавали тортурам.
У 1937—1938 рр. були засуджені і розстріляні як вороги народу чехи, що проживали у Маковищі: колгоспники Ф. В. Пратель та І. І. Коноваленко, а в 1941 р. — Я. М. Веселий.
Активну участь маковищанці взяли у Німецько-радянській війні. 9 липня 1941 р. Маковище було захоплене нацистами, які встановили режим терору і насильства. Окупанти грабували населення, забирали худобу, птицю, хліб та інші продукти. Населення піднялося на боротьбу, 112 жителів загинуло. У 1959 р. побудовано пам'ятник загиблим воїнам.
З 1961 р. по 1981 р. радгосп був відділком дослідного господарства «Копилово». З 1981 р. по жовтень 2000 р. утворено радгосп «Київський». Пізніше його очолював Іван Павлович Кожухівський. Радгосп «Київський» став підсобним господарством Міністерства будівництва підприємств нафтової і газової промисловості. У спадщину «Київському» дісталося невеличке багатство: два стареньких телятники, кухня, старий сільський клуб.
У 1986 р. маковищанці прийняли у себе переселенців із зони Чорнобильської АЕС. Було побудовано 70 будинків Новобузькою МПМК — 1, тресту «Агропромбуд-2» та 31 будинок — управлінням капітального будівництва облдержадміністрації. Частину будинків передали вчителям, лікарям, інженерам, працівникам культури та ін.

## Сучасність
Село поступово розбудовувалося. На 1990 р. щодня до директора радгоспу зверталися по 3-5 осіб з проханням влаштуватися на роботу. Із неперспективного село Маковище перетворилося на сучасний благоустроєний населений пункт. У 1992 р. було введено в дію нову школу, яку на той час очолював директор Юрій Миколайович Купріян. В селі з'явився прекрасний дитсадок. На 90-ті роки тут проживало 900 осіб. У селі були повністю газифіковані житлові та господарські будинки. Сюди переїжджали навіть люди з інших країн СНД — з Туркменістану, Росії, Білорусі.
Дуже красива вулиця Набережна, де побудовані індивідуальні котеджі. Біля Маковища багато ставків, за що деякі жителі називають його «маленькою Швейцарією». Десять гектарів ставків за допомогою радгоспу було очищено.
У селі діють фельдшерсько-акушерський пункт зі стоматологічним відділенням, пошта, картопле- і сіносховища, зерносклад, зведено гараж, теплиці. Прокладено дорогу від Маковища до Копилова. З'явилися павільйони на автобусних зупинках.
Що стосується виробництва, то тут розширяли посіви однорічних і багаторічних трав, ввели найкращі сорти ярих культур, овочів. І хоч ґрунти піщані, але й на них трудівники отримували високі врожаї. Радгосп завдячував своїм керівникам: В. П. Корчемного змінив на цій посаді І. П. Кожухівський, а після того, як його обрали головою районної ради народних депутатів, директором став І. П. Кравчук.
Радгосп «Київський» був повністю оснащений технікою. Нараховувалося 30 механізаторів. Вагомий внесок у розвиток господарства зробили Анатолій Миколайович Барський, А. І. Моржевський, Володимир Іванович та Анатолій Миколайович Живаги, водії Микола Васильович Златківський, Василь Михайловича Кудрінський, досвідчений агроном Михайло Миронович Сімкін.
Дуже багато передовиків було серед тваринників: це Віра Миколаївна Баєка, Віра Петрівна Чмир, Надія Самійлівна Жуковська, Галина Іванівна Письмак, Ніна Сергіївна Шевченко, Лідія Павлівна Живага.
Піком виробництва стали 1986—1990 роки. А в 90-ті роки в селі з'явилися перші кооперативи. Серед них — «Восход», який випускав товари народного вжитку: від фартухів до теплих кожушків. Почав діяти ковбасний цех, який був підпорядкований головному управлінню «Нафтогазбуд».
У 2000 році радгосп було перейменовано в приватне підприємство, а з 2002 р. по сьогодні — ТОВ "Агрофірма «Київська».
З листопада 1995 року по грудень 2006 року сільгосппідприємство «Київське» у с. Маковище очолював Юрій Володимирович Забела.
У 2002 році почала діяти Свято-Михайлівська церква Київського патріархату, яка нині перебуває в центрі міжконфесійного скандалу.

## Відомі односельці
- Терещук Сергій — солдат ЗСУ, учасник російсько-української війни. Загинув 28 листопада 2020 року при виконанні військового обов'язку[4].